# Марикультура

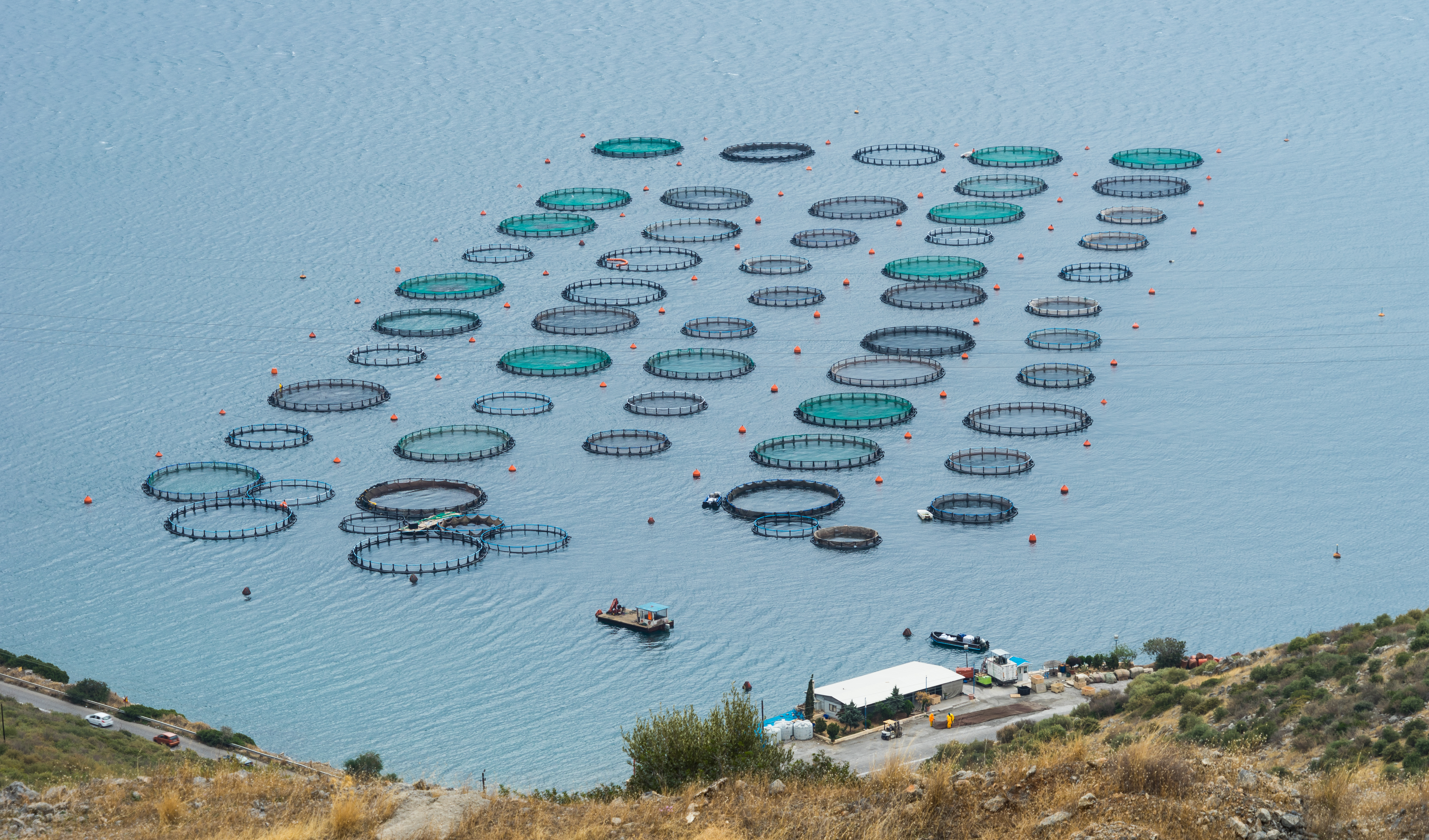
Рыбоводческая ферма в Греции

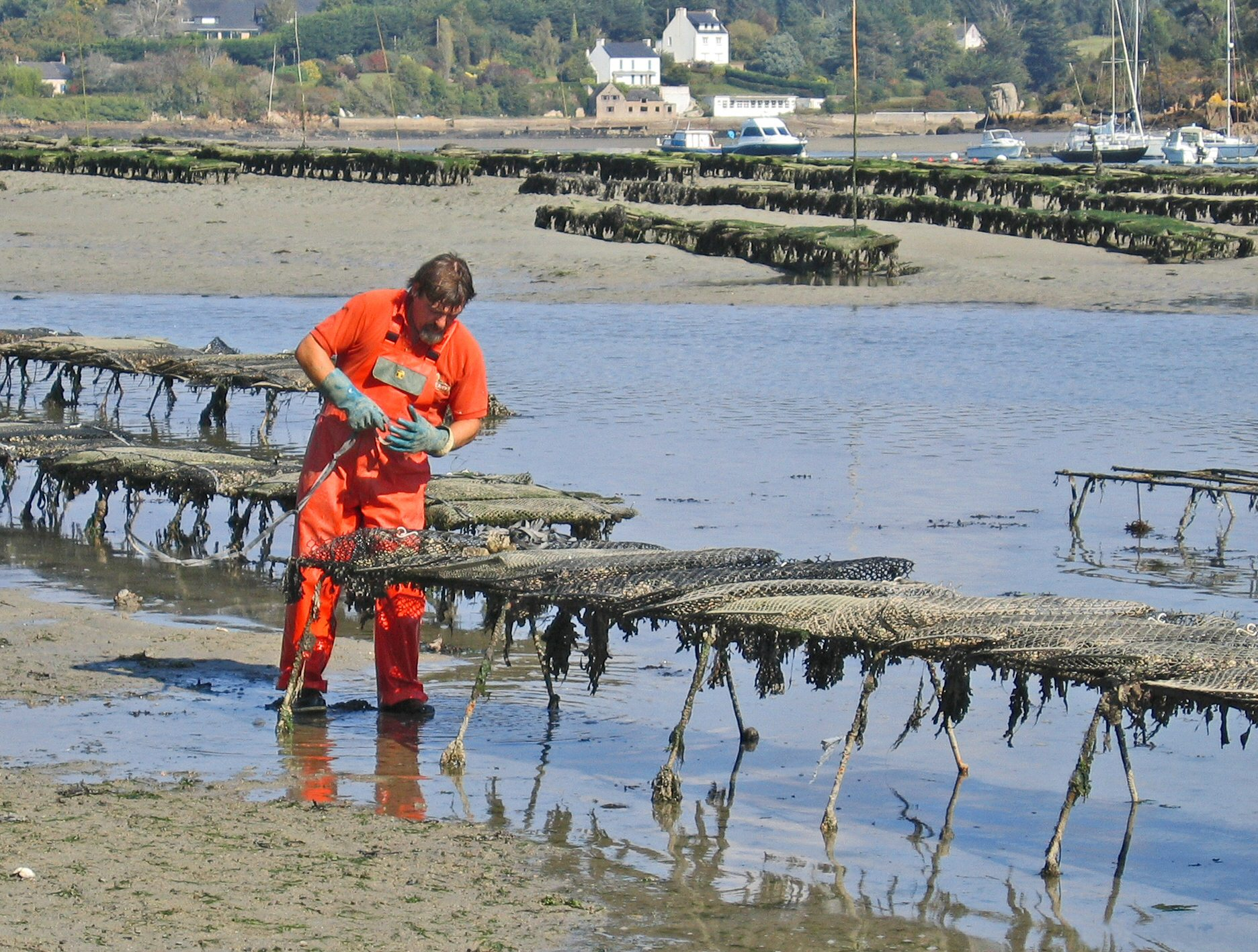
Выращивание устриц во Франции

Марикультура (от лат. marinus), или морская культура — направление аквакультуры, занимающееся разведением или выращиванием морских гидробионтов — водорослей, моллюсков, ракообразных, рыб и иглокожих в морях, лиманах, эстуариях или в искусственных условиях.

## Производство
Разведение морских организмов организуется в основном в окраинных морях. В настоящее время в прибрежной зоне Китая, Японии, Кореи, Филиппин, Индонезии и в других странах выращивают различные виды рыб и моллюсков: камбалу, желтохвоста, морских судаков, устрицы, мидии, гребешки и др. Также создаются плантации водорослей — порфиры, морской капусты и другие.

## Разведение молодых рыб
Помимо собственно производства, человек занимается воспроизводством поголовья рыб. Специализированные рыбоводные заводы выращивают молодь лососёвых, осетровых и других рыб.
Создаются искусственные нерестилища в прибрежных зонах для сельди, сайры, тунца и для беспозвоночных.

## Новые направления
Развитие науки и техники послужило причиной для возникновения новых направлений марикультуры. Во-первых, стало возможным интенсифицировать выращивание гидробионтов, а во-вторых, чрезвычайно актуальной стала проблема очистки водной среды от антропогенных загрязнений.

### Интенсивная марикультура
Интенсивная марикультура — активное искусственное воздействие на одну или на все стадии жизненного цикла объекта культивирования.

### Санитарная марикультура
Санитарная марикультура — культивирование гидробионтов для биологической очистки прибрежных вод.
Для этого применяется способность природных морских экосистем изменять характеристики водной массы благодаря способности части их организмов к накоплению, связыванию, переработке веществ, изымаемых из окружающей их среды.
Так, например, 1 м² мидиевой банки фильтрует за сутки от 50 до 90 м³ воды, снижая количество патогенных бактерий в 2 раза за 1 прогон жидкости.

## Проблемы
Современное состояние Мирового океана характеризуется высоким загрязнением водной среды, особенно у побережий, пестицидами, радиоактивными отходами, тяжёлыми металлами, промышленными и бытовыми стоками. Это препятствует прогрессу марикультуры.

## Наука
- Ведущий институт в области марикультуры в России — Всероссийский научно-исследовательский институт рыбного хозяйства и океанографии.